# Graisse pour liège
Pour les articles homonymes, voir Graisse (homonymie).
La graisse pour liège ou  graisse à liège est un lubrifiant pour les instruments à vent de la famille des bois, notamment les instruments à anche tels que les saxophones, les clarinettes, les bassons et les hautbois. Ces instruments sont conçus pour être démontés en plusieurs parties afin de faciliter leur fabrication par tournage, leur stockage et leur transport. Les tenons entre les parties de l'instrument sont dotés de joints en liège naturel. La graisse pour liège est utilisée sur ces joints pour faciliter et lubrifier l'assemblage des emboîtements des instruments, afin d'éviter d'endommager le liège et le corps de l'instrument. La graisse pour liège agit également comme un agent de conservation et chasse l'humidité des pores du liège, en maintenant le liège lisse et souple, ce qui garantit une bonne étanchéité entre les parties de l'instrument, de sorte qu'il n'y ait pas de fuite d'air par les joints lors du jeu.
|                                                                           |
| Joints en liège collés sur les tenons d'un corps supérieur de clarinette. |

|                                                         |
| Joint en liège d'un bocal de saxophone recevant un bec. |

La graisse pour liège peut aider les joueurs d'instruments à vent à ajuster finement les éléments servant à l'accordage de leurs instruments (par exemple, barillet, bocal, bec de clarinette... ).

## Fabrication
La graisse pour liège est fabriquée à partir d'ingrédients tels que l'extrait d'orme, l'huile d'olive, l'huile de tournesol biologique, l'huile de coco et l'huile de chanvre. Dans le passé, elle était fabriquée à partir de graisse animale (suif). Elle n'est pas toxique pour les humains[citation nécessaire].
Il existe également des graisses de synthèse comme « La Tromba ».

## Application
La graisse pour liège est conditionnée soit en petit pot, soit en bâton et s'applique uniformément sur le joint sans déborder en une très fine pellicule avec deux doigts dès lors que le liège est sec. Un excès de graisse est contre-productif : le joint se charge en poussière et salit l'emboitement, l'étui de l'instrument et l'écouvillon.
Un liège saturé, ancien et marqué peut être nettoyé à l'essence F. S'il est abîmé ou écrasé, il doit être changé par un luthier.

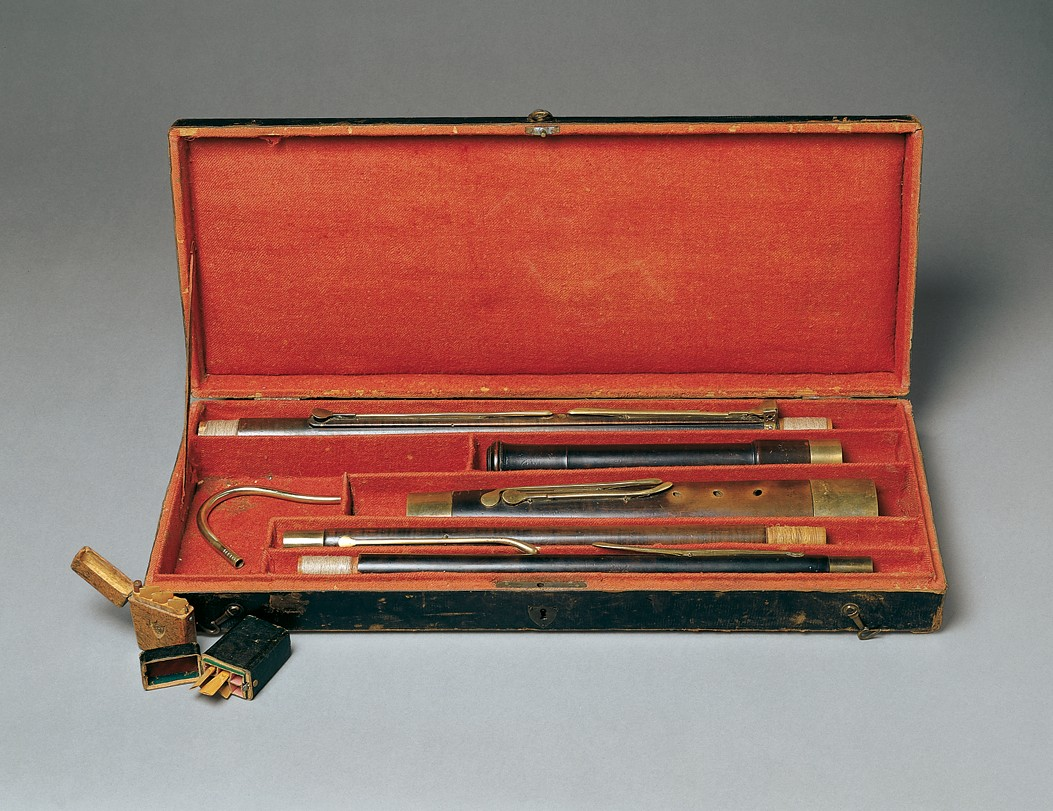
Joints en cordelette sur les tenons d'un basson historique.

La graisse pour liège ne s'applique pas sur les joints en cordelette (en chanvre...)    des instruments historiques ou équipant certains bassons modernes; on utilise des cires spécifiques.